# Pseudonapomyza hobokensis
Pseudonapomyza hobokensis este o specie de muște din genul Pseudonapomyza, familia Agromyzidae, descrisă de Scheirs în anul 1996.
Este endemică în Belgium. Conform Catalogue of Life specia Pseudonapomyza hobokensis nu are subspecii cunoscute.